# Chilabothrus fordii
Espèce
Synonymes
- Pelophilus fordii Günther, 1861
- Epicrates fordi (Günther, 1861)
- Chilabothrus maculatus Fischer, 1888
- Epicrates fordi agametus Sheplan & Schwartz, 1974
- Epicrates fordi manototus Schwartz, 1979

Chilabothrus fordii est une espèce de serpents de la famille des Boidae.

## Répartition
Cette espèce est endémique d'Hispaniola. Elle se rencontre en République dominicaine et en Haïti.

## Liste des sous-espèces
Selon The Reptile Database (2 septembre 2014) :
- Chilabothrus fordii agametus (Sheplan & Schwartz, 1974)
- Chilabothrus fordii fordii (Günther, 1861)
- Chilabothrus fordii manototus (Schwartz, 1979)

## Étymologie
Cette espèce est nommée en l'honneur de George Henry Ford (1809-1876), employé pour illustrer les publications.

## Publications originales
- Günther, 1861 : On a new species of the family Boidae. Proceedings of the Zoological Society of London, vol. 1861, p. 142 (texte intégral).
- Schwartz, 1979 : The herpetofauna of Île à Cabrit, Haiti, with the description of two new subspecies. Herpetologica, vol. 35, no 3, p. 248-255.
- Sheplan & Schwartz, 1974 : Hispaniolan boas of the genus Epicrates (Serpentes, Boidae) and their Antillean relationships. Annals of the Carnegie Museum, vol. 45, p. 57-143.